# Juan de Almoguera
Juan de Almoguera, O.S.T. (ur. 18 lutego 1605 w Kordobie, zm. 2 marca 1676 w Limie) – hiszpański duchowny katolicki, biskup Arequipy w latach 1659–1674, siódmy arcybiskup limski oraz prymas Peru od 1674.

## Życiorys
Urodził się w 1605 r. w Kordobie jako syn Juana de Almoguera i Cataliny Ramírez. Uczęszczał do kolegium jezuickiego w rodzinnej Kordobie, a po jego ukończeniu wstąpił do zakonu trynitarzy.
Przez jakiś czas wykładał teologię i filozofie w Kordobie i w Sewilli. Został też prowincjałem swojego zakonu w Andaluzji. Potem znalazł się na dworze króla Hiszpanii Filipa IV Habsburga.
13 lutego 1659 roku dzięki poparciu władcy został wybrany na ordynariusza Arequipy. Rok później uzyskał potwierdzenie swojej nominacji i został wyświęcony na biskupa w lutym 1661 r. w Cartagena de Indias. Rządy w diecezji objął 3 grudnia tego samego roku, będąc przyjęty przez wicekróla Peru Diego de Benavides y de la Cueva.
Jako biskup Arequipa wyróżniał się swoją gorliwość w kształceniu kleru i dokładnością w przestrzeganiu zasad liturgicznych. Konsekrował nową katedrę w Arequipa w 1673 r. Wspierał także budowę nowych kościołów na terenie diecezji oraz misję chrystianizacyjne prowadzące swoją działalność wśród Indian.
Na wyraźne życzenie królowej hiszpańskiej Marianny Habsburg, papież Klemens X mianował go 22 kwietnia 1674 roku arcybiskupem metropolitą limskim i prymasem Peru. Uroczysty ingres do bazyliki archikatedralnej w Limie odbył 15 lipca tego samego roku.
Wprowadził do seminarium duchownego obowiązkową naukę języka keczua dla kandydatów na kapłanów, ufundował nowe kościoły i klasztory na terenie archidiecezji. Zmarł w wieku 71 lat w 1676 r. Jest uważany za jednego z lepszych arcybiskupów limskich. Został pochowany w skromnym grobowcu w katedrze prymasowskiej.